# لیدا بربریان
لیدا آرمناکی بربریان ارمنی: Լիդա Արմենակի Բերբերյան؛ (۱۹۳۸) موسیقی‌شناسی، لغت‌شناسی و تاریخ‌نگار هنر اهل ارمنی-ایرانی است.

## زندگی‌نامه
در ۱۹۳۸ در ایروان به دنیا آمد و در همان‌سال همراه خانواده‌اش به تبریز نقل مکان نمود. وی در مدارس تاماریان، دبیرستان موشغ داوتیان تهران و ماریامیان تحصیل نمود. سپس بین سال‌های ۱۹۶۵–۱۹۷۰ وی در کنسرواتوار آزاد تهران زیر نظر تانیا خاراتیان و پری برکشلی ادامه تحصیل داد. بربریان از دپارتمان پیانو و مطالعات هنر دانشکده هنرهای زیبای دانشگاه تهران فارغ‌التحصیل شد.
از سال ۱۹۶۷، وی مقالات تحلیلی و انتقادی را در مطبوعات ارمنی‌زبان و فارسی‌زبان منتشر کرده و گزارش‌هایی نیز دربارهٔ هنر ارمنی در سومین (۱۹۷۲، تهران) و چهارمین (۱۹۷۳، شیراز) کنگره‌های بین‌المللی ایران‌شناسان، در اکس-آن-پروانس (فرانسه)، و همچنین در دانشگاه‌های آزاد اسلامی تهران (۲۰۰۰) و در انجمن‌های ارمنیان ارائه داده است.
در سال ۱۹۸۶، وی در ارمنستان در انستیتو هنری فرهنگستان ملی علوم ارمنستان، ماتناداران، کلیسای جامع اچمیادزین مقدس و انجمن‌های ارامنی‌های ایران سخنرانی‌هایی ایراد کرد. از سال ۱۹۸۲، وی در دوره‌های عصرانهٔ خلیفه‌گری ارامنه تهران (با موضوع «تحول تاریخی موسیقی ارمنی» و پیانو) تدریس می‌کند.
وی کنسرت‌های متعددی را ترتیب داده است که از جمله آن‌ها می‌توان به: «شب موسیقی مذهبی»، «سرودها و اشعار». اشعار (E-Zh»، (۱۹۸۴، «س. نرسس شنورهالی، «عصر شعرها»، (۱۹۸۶)، «صلیب کاروس»، «نور صبح»، (۱۹۸۶)
وی در طراحی موسیقی، اجراها و فیلم‌های ارمنی شرکت داشته است. نویسنده: «امانوئل ملیک-اصلانیان. کتاب «پیانیست-آهنگساز» (۲۰۰۷).

## یادداشت
1. ↑  երաժշտագետ
2. ↑  երաժշտագետ